# Назарово (Шуміхинський округ)
Наза́рово (рос. Назарово) — присілок у складі Шуміхинського району Курганської області, Росія. Входить до складу Ризької сільської ради.
Населення — 30 осіб (2010, 69 у 2002).
Національний склад станом на 2002 рік: росіяни — 88 %.